# Йоаникий Охридски
 Тази статия е за охридския архиепископ от XIII век.  За търновския митрополит, вижте Йоаникий Търновски.  За охридския митрополит от XIX век, вижте Йоаникий Преспански и Охридски (XIX век).
Йоаникий (на гръцки: Ιωαννίκιος) е византийски духовник. Той става охридски архиепископ малко след 1234 година и остава на този пост допреди 1248 година. Единственото сведение за него е споменаване в Бориловия синодик.